# 94. Oscar-gála
A 94. Oscar-gálán az Amerikai Filmművészetek és Filmtudományok Akadémiája (AMPAS) a 2021-es év legjobb filmjeit és filmeseit részesítette elismerésben. A díjátadó ceremóniát 2022. március 27-én rendezték a Dolby Színházban Los Angelesben, helyi idő szerint 17:00 órától (hazai idő szerint március 28-án 02:00 órától). Az esemény házigazdái Regina Hall, Amy Schumer és Wanda Sykes voltak. A ceremónia alatt az Akadémia 24 kategóriában díjazta az alkotásokat. Az eseményt Amerikában az ABC televízió társaság sugározta. A gála pergősebbé, „a televíziós nézők számra is izgalmasabbá” tétele érdekében az AMPAS úgy döntött, hogy nyolc kategória (legjobb élőszereplős rövidfilm, legjobb rövid dokumentumfilm, legjobb rövid animáció, legjobb vágás, legjobb hang, legjobb smink, legjobb eredeti filmzene, legjobb látványterv) győztese korábban, az élő közvetítés előtt kapja meg a díjat, a beszédeket pedig utólag vágják be a közvetítésbe.
A Covid19-pandémia miatt a 93. Oscar-gála módosított nevezési feltételei 2022-ben is érvényben maradtak, – így például a streaming platformokon való bemutatóra vonatkozó kitételek –, illetve az egyes városokban való vetítésekre vonatkozó rugalmasság. A nevezhetőségi időszak a bevett év végi időpontban, 2021. december 31-én zárult, ám mivel a 93. Oscar-díjátadót két hónappal halasztották, hogy a nevezhetőséget két hónappal, 2021. február végéig meghosszabbíthassák, a 94. díjátadón csak a 2021. március 1. óta bemutatott filmeket vettek figyelembe.
A jelölések bejelentésére 2022. február 8-án került sor. A jelöltek listáját az Emmy-díjas színész-komikus, Leslie Jordan, valamint az Emmy-díjra jelölt színész-producer Tracee Ellis Ross ismertette.
Az Akadémia 2020 áprilisában tett bejelentése szerint a 2022-es díjátadóra a legjobb film kategóriában 10 jelöltet állítottak. További változás volt, hogy a legjobb eredeti filmzene kategória jelölhetőségének a legalább 60%-ban eredeti alkotásra vonatkozó, 2021-ben előírt korlátját visszacsökkentették 35 %-ra; a legjobb eredeti dal kategóriában filmenként legfeljebb öt dalt lehetett beküldeni; a legjobb hang jelölése egy előzetes, tízes rövid lista alapján történt; továbbá a legjobb élőszereplős, a legjobb dokumentum- és a legjobb animációs kisfilm rövid listája az eddigi tízről tizenötre bővült.

## Az Oscar-szezon menetrendje
| Dátum             | Esemény                                                    |
| ----------------- | ---------------------------------------------------------- |
| 2022. január 15.  | A Kormányzók díjainak (Tiszteletbeli Oscar-díjak) átadása. |
| 2022. január 27.  | A jelöltekről történő szavazás megkezdése.                 |
| 2022. február 1.  | A jelöltekről történő szavazás lezárása.                   |
| 2022. február 8.  | A jelöltek bejelentése.                                    |
| 2022. március 7.  | A jelöltek ünnepi ebédje.                                  |
| 2022. március 17. | A végső szavazás megkezdése.                               |
| 2022. március 22. | A végső szavazás lezárása.                                 |
| 2022. március 27. | A 94. díjátadó Oscar-gála.                                 |

## Díjazottak és jelöltek
A nyertesek az első helyen sorolva és félkövérrel szedve.
| Legjobb film | Legjobb rendező |
| --- | --- |
| - CODA – Philippe Rousselet, Fabrice Gianfermim Patrick Wachsberger - A kutya karmai közt (The Power of the Dog) – Jane Campion, Tanya Seghatchian, Emile Sherman, Iain Canning, Roger Frappier - Belfast - Laura Berwick, Kenneth Branagh, Becca Kovacik, Tamar Thomas - Vezess helyettem (Doraibu mai ká) – Jamamoto Teruhisza - Dűne (Dune) – Mary Parent, Denis Villeneuve, Cale Boyter - Licorice Pizza – Sara Murphy, Adam Somner, Paul Thomas Anderson - Ne nézz fel! (Don't Look Up) – Adam McKay, Kevin Messick - Richard király (King Richard) – Tim White, Trevor White, Will Smith - Rémálmok sikátora (Nightmare Alley) – Guillermo del Toro, J. Miles Dale, Bradley Cooper | - Jane Campion – A kutya karmai közt (The Power of the Dog) - Kenneth Branagh – Belfast - Hamagucsi Rjúszuke – Vezess helyettem (Doraibu mai ká) - Paul Thomas Anderson – Licorice Pizza - Steven Spielberg – West Side Story |
| Legjobb férfi főszereplő | Legjobb női főszereplő |
| - Will Smith – Richard király (King Richard) mint Richard Williams - Javier Bardem – Az élet Ricardóéknál (Being the Ricardos) mint Desi Arnaz - Benedict Cumberbatch – A kutya karmai közt (The Power of the Dog) mint Phil Burbank - Andrew Garfield – Tick, Tick... Boom! mint Jonathan Larson - Denzel Washington – Macbeth tragédiája (The Tragedy of Macbeth) mint Macbeth | - Jessica Chastain – Tammy Faye szemei (The Eyes of Tammy Faye) mint Tammy Faye Bakker - Olivia Colman – Az elveszett lány (The Lost Daughter) mint Leda Caruso - Penélope Cruz – Párhuzamos anyák (Madres paralelas) mint Janis Martínez Moreno - Nicole Kidman – Az élet Ricardóéknál (Being the Ricardos) mint Lucille Ball - Kristen Stewart – Spencer (Spencer) mint Diána walesi hercegné |
| Legjobb férfi mellékszereplő | Legjobb női mellékszereplő |
| - Troy Kotsur – CODA mint Frank Rossi - Ciarán Hinds – Belfast mint "Pop" - Jesse Plemons – A kutya karmai közt (The Power of the Dog) mint George Burbank - J. K. Simmons – Az élet Ricardóéknál (Being the Ricardos) mint William Frawley - Kodi Smit-McPhee – A kutya karmai közt (The Power of the Dog) mint Peter Gordon | - Ariana DeBose – West Side Story mint Anita - Jessie Buckley – Az elveszett lány (The Lost Daughter) mint a fiatal Leda Caruso - Judi Dench – Belfast mint "Granny" - Kirsten Dunst – A kutya karmai közt (The Power of the Dog) mint Rose Gordon - Aunjanue Ellis – Richard király (King Richard) mint Oracene "Brandy" Price |
| Legjobb eredeti forgatókönyv | Legjobb adaptált forgatókönyv |
| - Belfast – Kenneth Branagh - A világ legrosszabb embere (Verdens verste menneske) – Eskil Vogt és Joachim Trier - Licorice Pizza – Paul Thomas Anderson - Ne nézz fel! (Don't Look Up) – Adam McKay és David Sirota - Richard király (King Richard) – Zach Baylin | - CODA – forgatókönyv: Sian Heder; Victoria Bedos, Thomas Bidegain, Stanislas Carré de Malberg és Éric Lartigau A Bélier család című forgatókönyve alapján - Vezess helyettem (Doraibu mai ká) – forgatókönyv: Hamagucsi Rjúszuke és Óe Takamasza; Murakami Haruki Férfiak nők nélkül című regénye alapján - Dűne (Dune) – forgatókönyv: Jon Spaihts, Denis Villeneuve és Eric Roth; Frank Herbert A Dűne című regénye alapján - Az elveszett lány The Lost Daughter) – forgatókönyv: Maggie Gyllenhaal; Elena Ferrante azonos című regénye alapján - A kutya karmai közt (The Power of the Dog) – Jane Campion; Thomas Savage azonos című regénye alapján |
| Legjobb animációs film | Legjobb nemzetközi játékfilm |
| - Encanto – Jared Bush, Byron Howard, Yvett Merino és Clark Spencer - A Mitchellék a gépek ellen (The Mitchells vs. the Machines) – Mike Rianda, Phil Lord, Christopher Miller és Kurt Albrecht - Luca – Enrico Casarosa és Andrea Warren - Menekülés (Flee) – Jonas Poher Rasmussen, Monica Hellström, Signe Byrge Sørensen és Charlotte De La Gournerie - Raya és az utolsó sárkány (Raya and the Last Dragon) – Don Hall, Carlos López Estrada, Osnat Shurer és Peter Del Vecho | - Vezess helyettem (Doraibu mai ká) (japánul) – Hamagucsi Rjúszuk - A világ legrosszabb embere (Verdens verste menneske) (norvégul – bokmål) – Joachim Trier - Isten keze (È stata la mano di Dio) (olaszul) – Paolo Sorrentino - Lunana: A Yak in the Classroom (dzongkhául) – Pawo Choyning Dorji - Menekülés (Flee) (dánul) – Jonas Poher Rasmussen |
| Legjobb dokumentumfilm | Legjobb rövid dokumentumfilm |
| - A lélek nyara (Summer of Soul) – Questlove, Joseph Patel, Robert Fyvolent és David Dinerstein - Attica – Stanley Nelson és Traci A. Curry - Erőltetett menet (Ascension) – Jessica Kingdon, Kira Simon-Kennedy és Nathan Truesdell - Menekülés (Flee) – Jonas Poher Rasmussen, Monica Hellström, Signe Byrge Sørensen és Charlotte De La Gournerie - Tűzzel írva (Writing with Fire) – Rintu Thomas és Sushmit Ghosh | - The Queen of Basketball – Ben Proudfoot - Minden nehézség ellenére (Audible) – Matthew Ogens és Geoff McLean - Három dal Benazirért (Three Songs for Benazir) – Elizabeth Mirzaei és Gulistan Mirzaei - Vezess haza! (Lead Me Home) – Pedro Kos és Jon Shenk - When We Were Bullies – Jay Rosenblatt |
| Legjobb élőszereplős rövidfilm | Legjobb animációs rövidfilm |
| - The Long Goodbye – Aneil Karia és Riz Ahmed - Ala Kachuu – Take and Run – Maria Brendle és Nadine Lüchinger - On My Mind – Martin Strange-Hansen és Kim Magnusson - Please Hold – K.D. Dávila és Levin Menekse - The Dress – Tadeusz Łysiak és Maciej Ślesicki | - The Windshield Wiper – Alberto Mielgo és Leo Sanchez - Affairs of the Art – Joanna Quinn és Les Mills - Bestia – Hugo Covarrubias és Tevo Díaz - BoxBallet – Anton Dyakov - Vörös, a vörösbegy (Robin Robin) – Dan Ojari és Mikey Please |
| Legjobb eredeti filmzene | Legjobb eredeti dal |
| - Dűne (Dune) – Hans Zimmer - A kutya karmai közt (The Power of the Dog) – Jonny Greenwood - Encanto – Germaine Franco - Ne nézz fel! (Don't Look Up) – Nicholas Britell - Párhuzamos anyák (Madres paralelas) – Alberto Iglesias | - „No Time to Die” a Nincs idő meghalni c. filmből – zene és szöveg: Billie Eilish és Finneas O’Connell - „Be Alive” a Richard király c. filmből – zene és szöveg: Beyoncé és DIXSON - „Dos Oruguitas” az Encanto c. filmből – zene és szöveg: Lin-Manuel Miranda - „Down to Joy” a Belfast c. filmből – zene és szöveg: Van Morrison - „Somehow You Do” a Four Good Days c. filmből – zene és szöveg: Diane Warren |
| Legjobb hang | Legjobb látványtervezés |
| - Dűne (Dune) – Mac Ruth, Mark Mangini, Theo Green, Doug Hemphill, Ron Bartlett - A kutya karmai közt (The Power of the Dog) – Richard Flynn, Robert Mackenzie, Tara Webb - Belfast – Denise Yarde, Simon Chase, James Mather, Niv Adiri - Nincs idő meghalni (No Time to Die) – Simon Hayes, Oliver Tarney, James Harrison, Paul Massey, Mark Taylor - West Side Story– Tod A. Maitland, Gary Rydstrom, Brian Chumney, Andy Nelson, Shawn Murphy | - Dűne (Dune) – látványtervező: Patrice Vermette; díszletberendező: Sipos Zsuzsanna - Rémálmok sikátora (Nightmare Alley) – látványtervező: Tamara Deverell; díszletberendező: Shane Vieau - A kutya karmai közt (The Power of the Dog) – látványtervező: Grant Major; díszletberendező: Amber Richards - Macbeth tragédiája (The Tragedy of Macbeth) – látványtervező: Stefan Dechant; díszletberendező: Nancy Haigh - West Side Story – látványtervező: Adam Stockhausen; díszletberendező: Rena DeAngelo |
| Legjobb operatőr | Legjobb smink |
| - Dűne (Dune) – Greig Fraser - A kutya karmai közt (The Power of the Dog) – Ari Wegner - Macbeth tragédiája (The Tragedy of Macbeth) – Bruno Delbonnel - Rémálmok sikátora (Nightmare Alley) – Dan Laustsen - West Side Story – Janusz Kamiński | - Tammy Faye szemei (The Eyes of Tammy Faye) – Linda Dowds, Stephanie Ingram, Justin Raleigh - A Gucci-ház (House of Gucci) – Göran Lundström, Anna Carin Lock, Frederic Aspiras - Amerikába jöttem 2. (Coming 2 America) – Mike Marino, Stacey Morris, Carla Farmer - Dűne (Dune) – Donald Mowat, Love Larson, Eva von Bahr - Szörnyella (Cruella) – Nadia Stacey, Naomi Donne, Julia Vernon |
| Legjobb jelmez | Legjobb vágás |
| - Szörnyella (Cruella) – Jenny Beavan - Cyrano – Massimo Cantini Parrini - Dűne (Dune) – Jacqueline West, Bob Morgan - Rémálmok sikátora (Nightmare Alley) – Luis Sequeira - West Side Story – Paul Tazewell | - Dűne (Dune) – Joe Walker - A kutya karmai közt (The Power of the Dog) – Peter Sciberras - Ne nézz fel! (Don't Look Up) – Hank Corwin - Richard király (King Richard) – Pamela Martin - Tick, Tick... Boom! – Myron Kerstein, Andrew Weisblum |
| Legjobb vizuális effektek | |
| - Dűne (Dune) – Paul Lambert, Tristen Myles, Brian Connor, Gerd Nefzer - Free Guy – Swen Gillberg, Bryan Grill, Nikos Kalaitzidis, Dan Sudick - Nincs idő meghalni (No Time to Die) – Charlie Noble, Joel Green, Jonathan Fawkner, Chris Corbould - Shang-Chi és a tíz gyűrű legendája (Shang-Chi and the Legend of the Ten Rings) – Christopher Townsend, Joe Farrell, Sean Noel Walker, Dan Oliver - Pókember: Nincs hazaút (Spider-Man: No Way Home) – Kelly Port, Chris Waegner, Scott Edelstein, Dan Sudick | |

## Kormányzók díja
Az AMPAS 2021. június 24-én jelentette be az elismerésben részesülők személyét, akiknek a 2022. január 15-én megtartandó 12. Kormányzók bálján adják át a díjakat.

### Tiszteletbeli Oscar-díj
- Samuel L. Jackson amerikai színész – „Sam Jackson egy kulturális ikon, akinek erőteljes, lendületes munkássága műfajokon és generációkon át keltett visszhangot a nézőközösségben világszerte”;[10]
- Elaine May amerikai színésznő, filmrendező, forgatókönyvíró – „Elaine May a filmkészítéshez íróként, rendezőként és színésznőként való merész, megalkuvást nem ismerő hozzáállásáért”;[10]
- Liv Ullmann norvég színésznő, forgatókönyvíró és filmrendező – „Liv Ullmann bátorsága és érzelmi átláthatósága mélyen megható képernyő-ábrázolásokkal ajándékozta meg a közönséget”.[10]

### Jean Hersholt Humanitárius Díj
- Danny Glover amerikai színész, rendező, politikai aktivista –  „Glover több évtizedes kiállása az igazságosság és az emberi jogok mellett tükrözi elkötelezettségét, hogy felismerje közös emberségünket a képernyőn és azon kívül is”.[10]

## Többszörös jelölések és elismerések
| Jelölés | Díj | Magyar cím                 | Eredeti cím             |
| ------- | --- | -------------------------- | ----------------------- |
| 12      | 1   | A kutya karmai közt        | The Power of the Dog    |
| 10      | 6   | Dűne                       | Dune                    |
| 7       | 1   | Belfast                    | Belfast                 |
| 6       | 1   | West Side Story            | West Side Story         |
| 5       | 1   | Richard király             | King Richard            |
| 4       | 1   | Vezess helyettem           | Doraibu mai ká          |
| 4       | 0   | Ne nézz fel!               | Don't Look Up           |
| 4       | 0   | Rémálmok sikátora          | Nightmare Alley         |
| 3       | 3   | CODA                       | CODA                    |
| 3       | 1   | Encanto                    | Encanto                 |
| 3       | 1   | Nincs idő meghalni         | No Time to Die          |
| 3       | 0   | Az élet Ricardóéknál       | Being the Ricardos      |
| 3       | 0   | Az elveszett lány          | The Lost Daughter       |
| 3       | 0   | Licorice Pizza             | Licorice Pizza          |
| 3       | 0   | Macbeth tragédiája         | The Tragedy of Macbeth  |
| 3       | 0   | Menekülés                  | Flee                    |
| 2       | 2   | Tammy Faye szemei          | The Eyes of Tammy Faye  |
| 2       | 1   | Szörnyella                 | Cruella                 |
| 2       | 0   | A világ legrosszabb embere | Verdens verste menneske |
| 2       | 0   | Párhuzamos anyák           | Madres paralelas        |
| 2       | 0   | Tick, Tick... Boom!        | Tick, Tick... Boom!     |

## Díjátadók és előadók

### Díjátadók
A gála során az alábbi személyek adtak át díjakat, vagy léptek fel előadóként.
| Nevek                                       | Szerep |
| ------------------------------------------- | --- |
| Serena Williams Venus Williams              | Beyoncé „Be Alive” c. dalának felkonferálói |
| DJ Khaled                                   | A házigazdák bemutatása |
| Daniel Kaluuya H.E.R.                       | A legjobb női mellékszereplő díj átadója |
| Josh Brolin Jason Momoa                     | A következő díjak átadásáról előzetesen felvett filmek levetítése: - legjobb animációs rövidfilm, legjobb rövid dokumentumfilm, legjobb vágás, legjobb élőszereplős rövidfilm, legjobb smink, legjobb eredeti filmzene, legjobb látványtervezés, legjobb hang. |
| Rosie Perez Woody Harrelson Wesley Snipes   | A legjobb operatőr és legjobb vágás díjak átadói |
| Jacob Elordi Rachel Zegler                  | A legjobb vizuális effektek díj átadói |
| Tony Hawk Kelly Slater Shaun White          | A „James Bond-sorozat” 60. évfordulója előtti tiszteletadás előadói |
| Stephanie Beatriz                           | Az Encanto rajzfilm „Dos Oruguitas” c. dalának felkonferálója |
| Halle Bailey Lily James Naomi Scott         | A legjobb animációs film díj átadói |
| Jun Jodzsong (Yun Yeo-jeong)                | A legjobb férfi mellékszereplő díj átadója |
| Tiffany Haddish Simu Liu                    | A legjobb nemzetközi játékfilm díj átadói |
| Mila Kunis                                  | A Four Good Days film „Somehow You Do” c. dalának felkonferálója |
| Ruth E. Carter Lupita Nyong’o               | A legjobb jelmez díj átadói |
| John Leguizamo                              | Az Encanto rajzfilm „We Don't Talk About Bruno” c. dalának felkonferálója |
| Jennifer Garner Elliot Page J. K. Simmons   | A legjobb eredeti forgatókönyv díj átadói |
| Shawn Mendes Tracee Ellis Ross              | A legjobb adaptált forgatókönyv díj átadói |
| Rami Malek                                  | A Nincs idő meghalni „No Time to Die” c. dalának felkonferálója |
| Chris Rock                                  | A legjobb dokumentumfilm díj átadója |
| Sean Combs                                  | A „Keresztapa-trilógia” 50. évfordulója előtti tiszteletadás előadója |
| Tyler Perry Bill Murray Jamie Lee Curtis    | Sidney Poitier, Ivan Reitman és Betty White előtt tisztelgők az „In Memoriam” során |
| Jill Scott                                  | Az „In Memoriam” szakasz végén felszólaló személy |
| Jake Gyllenhaal Zoë Kravitz                 | A legjobb eredeti betétdal díj átadói |
| Kevin Costner                               | A legjobb rendező díj átadója |
| John Travolta Samuel L. Jackson Uma Thurman | A legjobb férfi főszereplő díj átadója |
| Anthony Hopkins                             | A legjobb női főszereplő díj átadója |
| Lady Gaga Liza Minnelli                     | A legjobb film díj átadói |

### Előadók
| Név | Szerep  | Előadás                                                        |
| --- | ------- | -------------------------------------------------------------- |
| Beyoncé | Előadó  | A „Be Alive” c. dal Richard király c. filmből                  |
| Sebastián Yatra                                                                                               | Előadó  | A „Dos Oruguitas” c. dal az Encanto c. rajzfilmből             |
| Reba McEntire                                                                                                 | Előadó  | A „Somehow You Do” c. dal a Four Good Days c. filmből          |
| Adassa Stephanie Beatriz Mauro Castillo Carolina Gaitán Diane Guerrero Becky G Luis Fonsi Megan Thee Stallion | Előadók | A „We Don't Talk About Bruno” c. dal az Encanto c. rajzfilmből |
| Billie Eilish Finneas                                                                                         | Előadók | A „No Time to Die” c. dal a Nincs idő meghalni c. filmből      |
| Sunday Service Choir                                                                                          | Előadók | In Memoriam                                                    |
| DJ D-Nice | Előadó  | House DJ                                                       |